# Litke (cràter)

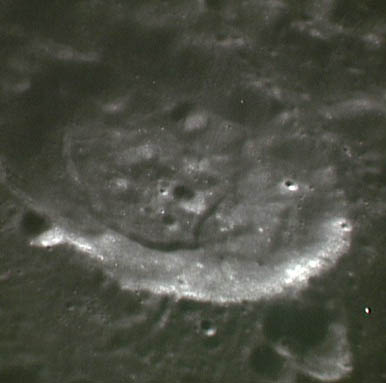
Fotografia de la missió Apol·lo 15

Litke és un cràter d'impacte lunar que es troba dins de la gran plana emmurallada del cràter Fermi, prop del sector nord-nord-oest de la seva vora interior. A menys d'un diàmetre a l'oest-nord-oest es troba el cràter Delporte, lleugerament més gran. Litke es troba en la cara oculta de la Lluna i no es pot veure directament des de la Terra.

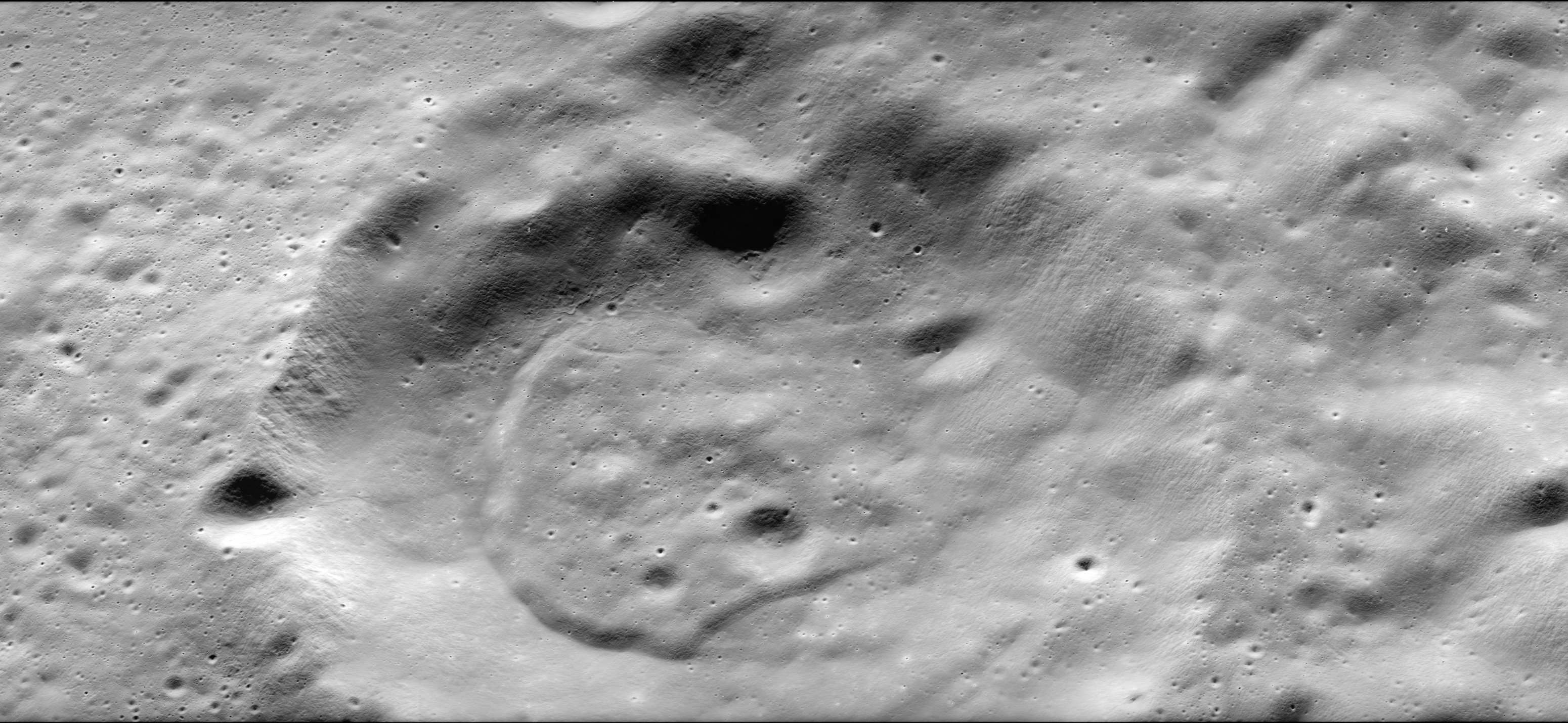
Imatge Apol·lo 15

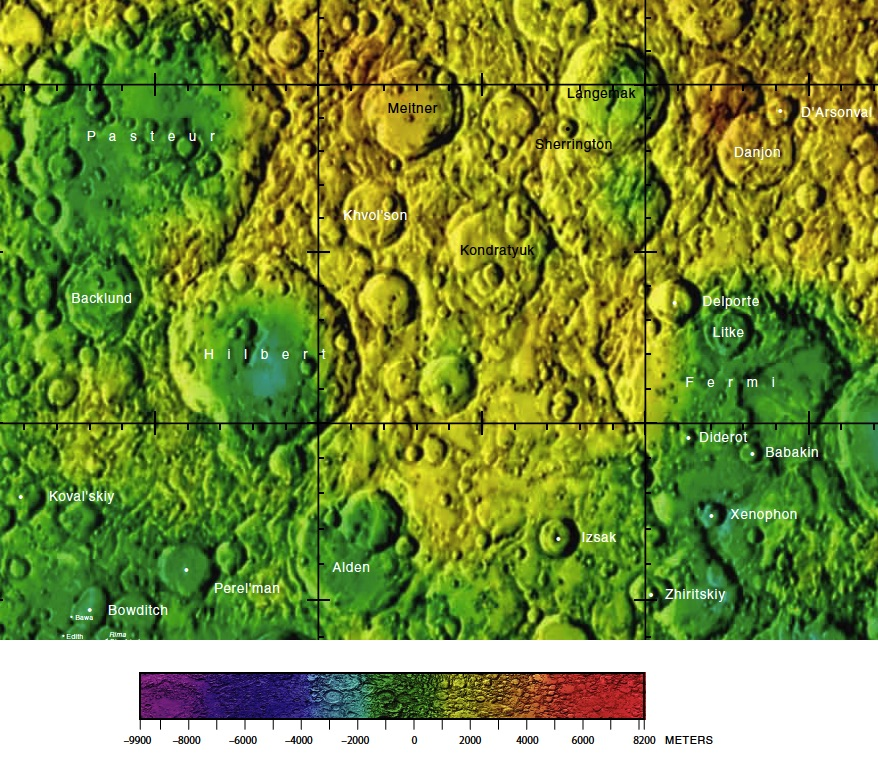
Localització de Litke (centre-dreta de la imatge)

La vora de Litke és circular a l'est i al sud, però en els seus costats nord i oest apareix lleugerament deformada cap al seu interior. El bord oest és irregular, interromput per un parell d'esquerdes gastades. En el costat nord, els dipòsits procedents de despreniments del brocal s'acumulen a la base de la paret interior. Un petit cràter marca la vora meridional i un altre petit impacte es troba a la vora del costat est en l'exterior. El sòl interior de Litke presenta una cresta de baixa altura que és gairebé concèntrica amb els costats est i sud del brocal. També és ressenyable un altre petit cràter situat en el sòl interior, just a l'est del punt central.